# Идеал (роман)
Идеал (англ. Ideal) — роман Айн Рэнд, посмертно опубликованный в 2015 году. 7 июля 2015 года в США вышло первое издание романа вместе с одноимённой пьесой 1936 года, в России оно было опубликовано в 2017 году.

## Сюжет
Миллионер Грантон Сэйерс убит в один вечер, когда обедал с известной актрисой Кей Гондой. Поисками исчезнувшей актрисы, являющейся первой подозреваемой, занимаются полицейские и журналист Моррисон Пиккенс. Последний приходит к пресс-агенту Гонды Мику Уоттсу, который спьяну рассказывает о её великом поиске. Она взяла с собой шесть писем от восторженных поклонников из Лос-Анджелеса, у которых решает найти убежище.
Первый поклонник, помощник директора консервной компании, Джордж Перкинс, сначала предлагает спрятать актрису у себя, но под влиянием ревнивой жены отказывается от этого. Жена второго почитателя Гонды, престарелого фермера Джереми Слайни, оказывает более радушный приём, предлагая Гонде переночевать у них. Однако позже беглянка слышит разговор супругов, планирующих получить за неё награду от полиции, чтобы оплатить долг за дом. К моменту появления полиции Гонда исчезает. Автор третьего письма, художник Дуайт Лэнгли, не нарисовавший ни одного холста, на котором не было бы Гонды, просто не узнаёт пришедшую к нему актрису и выгоняет её в грубой манере. Её следующий поклонник, Клод Игнациус Хикс, оказывается религиозным проповедником, призывающим её сдаться властям и публично покаяться в грехах, рассчитывая таким образом вернуть себе паству, которая предпочла посещать другой приход в округе. Пятый поклонник, обанкротившийся граф Дитрих фон Эстерхази, оказавшийся в ночь 5 мая, когда разворачиваются события произведения, на пороге самоубийства, был готов защитить актрису и бежать вместе с ней, но затем не смог справиться с обуявшим его желанием и изнасиловал Гонду.
Автор последнего письма, оставшийся в этот день безработным Джонни Дауэс, оказывается единственным из шести, не приукрасившим своё отношение к ней. В ходе разговора Гонда неоднократно пытается разрушить его восхищение ею, высказанное в письме. Она рассказывает о своих беспорядочных половых связях на киностудии, а также обвиняет его в желании воспользоваться её деньгами и связями. В ответ Дауэс говорит, что она уже дала ему все, чего он хотел. Гонда рассказывает своему поклоннику, что она и убила Сэйерса без свидетелей. Дауэс отдает ей свою кровать на ночь, а на следующее утро рассказывает о наличии плана, который спасёт беглянку: ей нужно уехать из города, вернувшись в свой дом к вечеру того же дня.
6 мая публика узнаёт, что Дауэс покончил с собой, оставив признание в убийстве Сайерса. Но сестра миллионера говорит о самоубийстве родственника, оставившего посмертную записку: в тот вечер единственная любимая им женщина отказалась выходить за него замуж. Также сестра раскрывает весь план: Кей Гонда намеренно молчала о причинах гибели Сэйерса, так как его компания, находившаяся на грани банкротства, заканчивала переговоры об объединении с другим концерном.
Уоттс встречается с Гондой, обвиняя её в доведении своего поклонника до самоубийства. В ответ она говорит, что тот поступок «был самым добрым среди всех, которые я совершила в своей жизни».

## История
«Идеал» был написан Айн Рэнд в 1934 году. За восемь лет до этого она эмигрировала в США из СССР, так как её антикоммунизм там мог причинить ей неприятности. Она проживала в Лос-Анджелесе, работая в Голливуде младшим сценаристом у Сесила Демилля, а позже устроилась костюмером на студию RKO. Данное произведение является одним из нескольких ранних творений Рэнд, которые не были опубликованы при её жизни.
В 1936 году Рэнд переписала Идеал как одноимённую пьесу, но не смогла найти продюсера для её постановки. в 1984 году текст пьесы был опубликован как часть антологии Ранние произведения Айн Рэнд, содержащей ранние неопубликованные произведения писателя, но сам роман туда не вошёл. Премьерный показ пьесы состоялся в Нью-Йорке в 2010 году.
Текст романа был найден сотрудником института Айн Рэнд Ричардом Ралсттоном, занимавшегося оцифровкой архивов писательницы. 7 декабря 2014 года издательство New American Library, выпускавшее прошлые работы Айн Рэнд, анонсировала выпуск «Идеала» и представила обложку издания
В 2017 году издательство АСТ впервые опубликовало на русском роман и пьесу «Идеал» в переводе Юрия Соколова и Татьяны Ребиндер

## Приём
Обозреватель The New York Times провёл параллели между «Идеалом» и другими романам Рэнд, отображающиеся в негативных качествах её работы, включая дидактические речи персонажей и «презрение к обычным людям». The Guardian посчитал роман плохо написанным и не имеющим драматический конфликт. Биограф писательницы Энн Хеллер в своей статье в журнале Time указывала, что произведение отображает уверенность Рэнд в своей правоте и нелюбовь к обычным людям, но не её способность преображать идеи в интересный сюжет. По версии Kirkus Reviews, книга будет интересна только для изучающих творчество Айн Рэнд.